# Charles de Limburg Stirum
Graaf Charles Gaëtan Corneille Marie François-Xavier Ghislain de Limburg Stirum (Huldenberg, 15 september 1906 – Ukkel, 14 juni 1989) was een Belgisch senator.

## Biografie

### Familie
Graaf Charles de Limburg Stirum was een afstammeling van het huis Limburg Stirum, zoon van graaf Everard de Limburg Stirum (1868-1938), landbouwingenieur burgemeester van Huldenberg, en barones Louise Gericke d'Herwijnen (1881-1969). Hij was een kleinzoon van graaf Thierry de Limburg Stirum, historicus en senator, en baron Karel Gericke d'Herwijnen, Nederlands diplomaat. Hij was een oom van Evrard de Limburg Stirum.
Hij trouwde in 1932 in Křimice (Pilsen) met prinses Maria Kunegunde de Lobkowicz (1906-2005). Ze kregen drie zoons en vijf dochters, met afstammelingen tot heden.

### Loopbaan
Voor de Tweede Wereldoorlog was hij kapitein-commandant van de pantsertroepen. Hij nam deel aan de Achttiendaagse Veldtocht en werd gevangengenomen. Op 11 augustus 1940 kwam hij vrij. In april 1943 werd hij lid van het Geheime Leger. In zijn kasteel herbergde hij gevluchte gevangenen, joden en werkweigeraars. Tegen het einde van de bezetting werd hij militair actief. Hij ontsnapte aan arrestatie.
In 1949-1950 was hij PSC-senator voor het arrondissement Aarlen-Marche-Bastenaken-Neufchâteau-Virton. Hij verliet de politiek om grootmeester te worden van het Huis van koning Leopold III, een erefunctie die hij hield tot in 1971.
Verder was hij:
- voorzitter van de Hoge Bosraad,
- lid van de Waalse adviesraad voor de ruimtelijke ordening,
- lid van het Hoge Raad voor natuurbehoud,
- lid van het provinciaal comité van Luxemburg van de Koninklijke Commissie voor Monumenten en Landschappen.